# L'incendio dell'Odeon
L'incendio dell'Odeon è un film muto italiano del 1917 diretto da Eugenio Perego.